# Dendrocnide microstigma
Dendrocnide microstigma là loài thực vật có hoa trong họ Tầm ma. Loài này được (Gaudich. ex Wedd.) Chew mô tả khoa học đầu tiên vào năm 1965.